# AP-26T
AP-26T – projektor filmowy służący do projekcji na taśmie 16 mm, produkowany w latach 60. i 70. XX wieku przez Łódzkie Zakłady Kinotechniczne. 

## Konstrukcja
Źródło światła projektora stanowiła żarówka projekcyjna o mocy 500 W. Napęd stanowił jednofazowy silnik ze zwartym uzwojeniem wirnika (35 W, 220 V). W projektorze zastosowano optyczny układ odczytu dźwięku oraz magnetyczny składający się z żarówki naświetlającej (6 V, 30W), mikroobiektywu i komórki fotoelektrycznej typu 6PP75, oraz głowicy magnetycznej UGF5. Nowością w tym projektorze jest możliwość zmiany napięć, oraz częstotliwości pracy projektora przełącznikiem na tyle obudowy.

## Wyposażenie
W zestawie wraz z projektorem znajdowały się oddzielne głośniki (2 x 2 W). Aparat dostarczany był z obiektywem o ogniskowej 50 mm i otworze względnym 1:1,6.

## Wybrane parametry techniczne
- Napięcie pracy 110/120/127/220/240V 50/60Hz
- Pobór mocy 600W
- Prędkość obrotowa silnika 2700 obr./min
- Strumień świetlny: 120 lm
- Wymiar podstawy ekranu max-1,85x1,36m, min-1,25x0,92m
- Wzmacniacz: 4 W (Moc maksymalna 7W)
- Wymiary gabarytowe (wraz ze wzmacniaczem): 340 x 290 x 400 mm
- Masa: 20 kg